# Blyttia spiralis
Blyttia spiralis là một loài thực vật có hoa trong họ La bố ma. Loài này được (Forssk.) D.V.Field & J.R.I.Wood mô tả khoa học đầu tiên năm 1983.